# Włoszczowa (stacja kolejowa)
Włoszczowa – stacja kolejowa we Włoszczowie w województwie świętokrzyskim, w Polsce. Według klasyfikacji PKP ma kategorię dworca lokalnego. Obsługuje lokalny ruch pasażerski do Kielc i Częstochowy oraz dalekobieżny do Katowic i Lublina. W marcu 2010 ze względu na bezpieczeństwo dworzec został zamknięty.

## Ruch pasażerski
| Rok  | Wymiana pasażerska na dobę |
| ---- | -------------------------- |
| 2017 | 300-499                    |
| 2022 | 300-499                    |

## Włoszczowa jako węzeł multimodalny
Stacje Włoszczowa oraz Włoszczowa Północ są skomunikowane specjalną linią autobusową Dworcówka, uruchamianą przez PKS Włoszczowa jadącą także przez centrum miasta Włoszczowa. Linia ta umożliwia przesiadki z dworca herbskiego na CMK a także dojazd z miasta do obu dworców.